# 101 v.Chr.
101 v.Chr. is een jaartal volgens de christelijke jaartelling.

## Gebeurtenissen

### Italië
- In Rome wordt Gaius Marius door de Senaat, voor de vijfde keer gekozen tot consul van het Imperium Romanum.
- Slag bij Vercellae: Het Romeinse leger (8 legioenen) onder Gaius Marius, vernietigt de Cimbren bij Vercelli in Gallia Cisalpina. Tijdens de veldslag onderscheidt Lucius Cornelius Sulla zich in een briljante cavaleriemanoeuvre.

### Egypte
- Ptolemaeus X Alexander laat zijn moeder Cleopatra III vermoorden en trouwt met de 14-jarige Berenice III, de dochter van Ptolemaeus IX.

## Geboren
- Julia Caesaris (~101 v.Chr. - ~51 v.Chr.), zus van Gaius Julius Caesar

## Overleden
- Cleopatra III (~161 v.Chr. - ~101 v.Chr.), koningin van Egypte (60)